# (20073) Yumiko
(20073) Yumiko est un astéroïde de la ceinture principale.

## Description
(20073) Yumiko est un astéroïde de la ceinture principale. Il fut découvert le 9 janvier 1994 à Ōizumi par Takao Kobayashi et Hiroshi Fujii. Il présente une orbite caractérisée par un demi-grand axe de 2,30 UA, une excentricité de 0,06 et une inclinaison de 6,6° par rapport à l'écliptique.

## Compléments